# 盧戈日

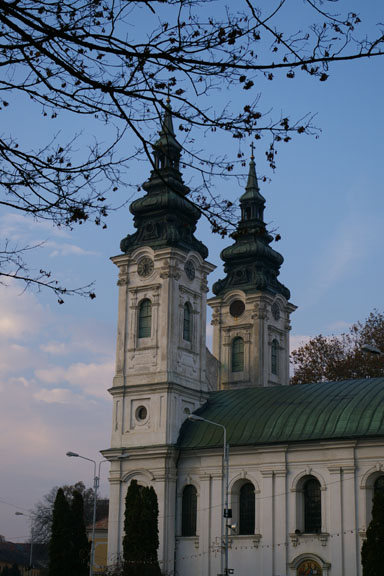

盧戈日（羅馬尼亞語：Lugosch）是羅馬尼亞的城市，位於該國西部蒂米什河畔，由蒂米什縣負責管轄，面積88.05平方公里，海拔高度124米，受大陸性氣候影響，2007年人口45,217。

## 友好城市
- 法國 奥尔良
- 義大利 莫諾波利

## 外部連結
- City Hall site （页面存档备份，存于）
- Lugojul - local info site
- Lugoj
- Lugoj fun （页面存档备份，存于）
- Redeşteptarea, weekly newspaper （页面存档备份，存于）
- Actualitatea, weekly newspaper （页面存档备份，存于）
- Lugoj Online, online newspaper